# La Caldera, Argentina
La Caldera är en kommunhuvudort i Argentina.   Den ligger i provinsen Salta, i den norra delen av landet, 1 300 km nordväst om huvudstaden Buenos Aires. La Caldera ligger 1 389 meter över havet och antalet invånare är 1 565.
Terrängen runt La Caldera är kuperad. Runt La Caldera är det mycket glesbefolkat, med 6 invånare per kvadratkilometer.. Närmaste större samhälle är San Lorenzo, 18,4 km sydväst om La Caldera. 
I omgivningarna runt La Caldera växer i huvudsak lövfällande lövskog.